# Jan Blockx
Pour les articles homonymes, voir Blockx.
Joannes Josephus Blockx, dit Jan Blockx, est un musicien belge né à Anvers le 25 janvier 1851 et mort à Anvers le 26 mai 1912.

## Biographie

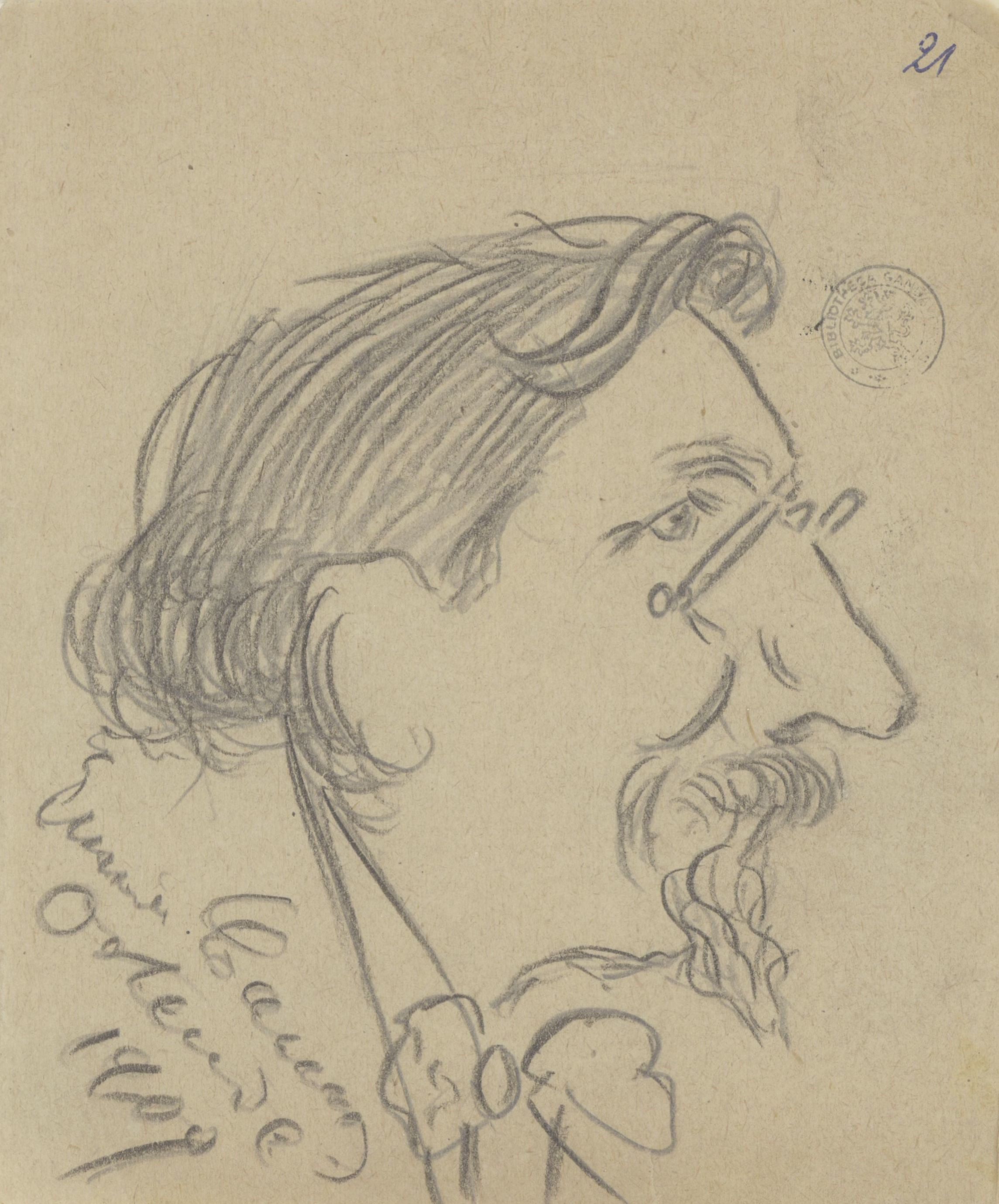
Caricature de Jan Blockx par Enrico Caruso (1909, Bibl.Univ. de Gand)

Né à Anvers, Jan Blockx étudie le piano avec Frans Aerts, l'orgue avec Joseph Callaerts et la composition avec Peter Benoît au Conservatoire royal d'Anvers. Encore étudiant, il écrit quelques chansons, en flamand, qui deviennent très populaires. Ses études d'éducation musicale sont assez irrégulières ; il est essentiellement autodidacte. Plus tard, il étudie avec Carl Reinecke à Leipzig. Malgré le fait qu'il était l'élève préféré de Peter Benoits, Jan Blockx veut faire son chemin dans la vie, indépendamment de son professeur et du Mouvement flamand. Contrairement à Peter Benoit, Jan Blockx n'a jamais voulu que ses œuvres aient l'effet éducatif et édifiant qui était essentiel pour le Mouvement flamand.
Cette situation provoque des tensions entre l'élève et le maître. Le travail de Jan Blockx a cependant contribué à diffuser la musique flamande hors de Belgique. Il sauve l'Opéra flamand de la faillite. Jan Blockx fait l'objet de beaucoup de plaintes des compositeurs flamands à cause de la publication de ses œuvres en français chez l'éditeur de musique parisien Heugel.
En 1886, Jan Blockx devient professeur à l'Alma mater d'Anvers. Quand Peter Benoît meurt en 1901, Jan Blockx lui succède en tant que directeur du conservatoire d'Anvers. Cette nomination est contestée par ses collègues malgré sa réputation internationale. Il meurt d'un accident vasculaire cérébral à Kapellenbos, près d'Anvers, en 1912.
La commune de Schaerbeek a donné son nom à une rue.

## Œuvres
Jan Blockx a écrit des opéras :  Iets Vergeten, Maître Martin, Rita, De Herbergprinses, Thyl Uylenspiegel, De Bruid der Zee, De Kapel et Baldie. Plus tard, il réécrit Baldie qu'il renomme Liefdelied. Il est également l'auteur d'un ballet, Milenka, une pantomime, St Nicholas, une ouverture, Rubens et beaucoup d'autres compositions. Parmi ses autres œuvres figurent les cantates Jubelgam, De Klokke Roelandt, Het Vaderland, Die Scheldezang, Feest in der Lande, Vredesang, Op den Stroom, Het Droom van't Paradies, le poème symphonique Kermisdag et la Symfonisch Drieluik.
Son travail le plus connu est une série de danses flamandes (Vlaamse Dansen).

## Distinction
- Officier de l'ordre de Léopold (19 mars 1903)[2].